# Sindrome SAPHO
La sindrome SAPHO è un quadro clinico che comprende patologie infiammatorie a carico del sistema osteo-articolare e alcune manifestazioni cutanee.
Un'entità inizialmente nota come osteomielite multifocale ricorrente cronica è stata descritta per la prima volta nel 1972. Successivamente, nel 1978, diversi casi furono associati a vesciche su palmi e suole (pustulosi palmoplantare). Da allora, sono state segnalate una serie di associazioni tra condizioni della pelle e disturbi osteoarticolari con una varietà di nomi, tra cui iperostosi sternocostoclavicolare, artro-osteite pustolotica e spondiloartropatia associata all'acne. Il termine SAPHO (acronimo di sinovite, acne, pustulosi, iperostosi, osteite) è stato coniato nel 1987 per rappresentare questo spettro di disturbi ossei infiammatori che possono o meno essere associati alla patologia dermatologica.

## Classificazione
La sindrome SAPHO rientra all'interno del gruppo delle spondiloartriti sieronegative, essendo caratterizzata da sieronegatività per il fattore reumatoide e da coinvolgimento prevalente dello scheletro assiale.

## Quadro clinico
Non si conosce la prevalenza, data la recente descrizione come entità a sé stante e la notevole difficoltà diagnostica. L'esordio avviene nell'età adulta e non è nota la prevalenza in base al sesso.
L'acronimo SAPHO (inglese, coniato nel 1987) indica
- Sinovite (Synovitis); infiammazione delle sinovie, artrite
- Acne (Acne); soprattutto a livello del volto e del collo
- Pustolosi (Pustulosis); simile a psoriasi e localizzata a livello delle palme delle mani e della pianta dei piedi
- Iperostosi (Hyperostosis)
- Osteite (Osteitis); spesso associata ad alterazioni cutanee

Il sospetto diagnostico viene posto dopo visita dermatologica e riscontro di artrite spesso asimmetrica e ad eziologia ignota. Il quadro radiologico (si veda più avanti) risulta di particolare aiuto nella diagnosi. Il riscontro di lesioni ossee sterili, con sinovite e lesioni cutanee ricorrenti è importante per differenziare la sindrome dalla osteomielite batterica.

## Obiettività radiologiche
- Gabbia toracica anteriore (sito più comune, 65-90% dei pazienti): iperostosi, sclerosi ed ipertrofia ossea a livello dell'articolazione sterno-clavicolare, con edema e flogosi locale.
- Colonna vertebrale (33% dei pazienti): coinvolgimento segmentale, soprattutto a livello delle vertebre toraciche. I 5 segni classici sono la spondilite, l'osteosclerosi, l'ossificazione paravertebrale e coinvolgimento dell'articolazione sacro iliaca.
- Ossa lunghe (30% dei pazienti): soprattutto a livello del femore distale e della tibia prossimale. Può essere confusa con l'osteomielite cronica, che tuttavia si distingue per la presenza di ascessi.
- Ossa piatte (10% dei pazienti: mandibola ed ileo.
- Artriti periferica sono descritte nel 92% dei casi
- Nei bambini, la sindrome SAPHO si manifesta come un processo infiammatorio a carico delle metafisi (parte dell'osso lungo in fase di crescita) del femore, della tibia e del perone. L'infiammazione può estendersi alle clavicole e alla colonna vertebrale.

## Trattamento
La terapia con bifosfonati è stata suggerita come opzione terapeutica di prima linea in molti casi clinici e serie.
Il trattamento con antagonisti alfa del fattore di necrosi tumorale (inibitori del TNF) è stato provato in pochi pazienti con scarso successo. Altri farmaci usati nell'artrite psoriasica, a cui la sindrome SAPHO è strettamente correlata, sono stati usati anche in questa condizione come FANS, corticosteroidi, sulfasalazina, metotrexato, ciclosporina e leflunomide.
Alcuni pazienti hanno risposto agli antibiotici. La logica del loro uso è che il Cutibacterium acnes, un batterio noto per il suo ruolo nell'acne, è stato isolato dalle biopsie ossee dei pazienti SAPHO.